# مارین مورارو
مارین مورارو (رومانیایی: Marin Moraru؛ ‏ تلفظ رومانیایی: [maˈrin moˈraru]؛ زادهٔ ۳۱ ژانویهٔ ۱۹۳۷ - درگذشت ۲۱ اوت ۲۰۱۶) بازیگر اهل رومانی بود.
از فیلم‌هایی که وی در آن‌ها نقش داشته است، می‌توان به کمیسر متهم می‌کند، یاغی‌ها و رینگ اشاره نمود.